# HD 4737
HD 4737，又名CD-47 229，SAO 215245、HR 229，是一颗恒星，视星等为6.27，位于銀經304.21，銀緯-70.42，其B1900.0坐标为赤經0h 44m 18.4s，赤緯-47° -70.42′ 37″。